# Coreopsis seniflora
Coreopsis seniflora là một loài thực vật có hoa trong họ Cúc. Loài này được Michx. mô tả khoa học đầu tiên.